# Ryszard Obrączka
Ryszard Obrączka (ur. 17 stycznia 1910 w Częstochowie, zm. 28 października 1983 w Warszawie) – polski polityk, członek Centralnego Komitetu Wykonawczego Polskiej Partii Socjalistycznej, przewodniczący Organizacji Młodzieży Towarzystwa Uniwersytetu Robotniczego, poseł do Krajowej Rady Narodowej oraz do Sejmu Ustawodawczego.

## Życiorys
Był absolwentem IV Liceum Ogólnokształcącego im. H. Sienkiewicza w Częstochowie, a następnie ukończył Państwową Szkołę Mierniczo-Melioracyjną w Poznaniu. W 1940 został zesłany na Syberię, a później do Kazachstanu. W 1945 powrócił do kraju i objął funkcję sekretarza Centralnego Komitetu Wykonawczego PPS. 15 października 1948 usunięty z Rady Naczelnej PPS.
W latach 1945–1947 był przewodniczącym Komitetu Centralnego Organizacji Młodzieży TUR. Był posłem do Krajowej Rady Narodowej oraz do Sejmu Ustawodawczego. Należał do organizatorów Instytutu Melioracji i Użytków Zielonych oraz pełnił funkcję redaktora „Wiadomości Melioracyjnych i Łąkarskich”.
Ryszard Obrączka spoczywa na warszawskim cmentarzu Powązkowskim (kwatera 143-2-3).
Ryszard Obrączka zasłynął oskarżeniami pod adresem gen. Władysława Andersa na łamach „Gazety Robotniczej”:

...w piaskach Iranu i Palestyny powtórzyła się tragedia Berezy. Skazani na dożywotnie więzienie oficerowie i żołnierze, patrioci polscy, zapełnili obozy koncentracyjne, utworzone przez generała Andersa.

Uchwałą KRN z 3 stycznia 1945 odznaczony Krzyżem Oficerskim Orderu Odrodzenia Polski.